# Харку (озеро)
Ха́рку (эст. Harku järv) — озеро (фактически: водохранилище) в Эстонии; находится на западе Таллина, в районе Хааберсти, в 3 км от моря. Площадь озера — 1,638 км², глубина до 2,5 метра. Высота над уровнем моря — 0,9 метра.
До нашей эры на месте озера Харку было Балтийское море, но в связи с подъёмом земной поверхности море отступило, и образовалось озеро. Вода в озере богата кислородом, на дне озера двух-трёхметровый слой ила. Озеро Харку привлекает рыбаков, так как в озере водятся лещ, плотва, окунь, щука, линь, ёрш, верховка, угорь и другие виды рыб. Озеро также привлекает любителей искупаться и заняться водным спортом. Когда озеро покрыто толстым слоем льда, люди приходят сюда кататься на коньках или ловить рыбу.